# Port lotniczy Bursa
Port lotniczy Bursa (IATA: YEI, ICAO: LTBR) – międzynarodowy port lotniczy położony w Bursie, w Turcji.